# バイオ・エイリアン/新種誕生
『バイオ・エイリアン/新種誕生』（原題：Blue Monkey）は、1987年製作のカナダのホラー映画で、監督はWilliam Fruet、出演はスティーヴ・レイルズバック、グウィニス・ウォルシュ、ドン・レイク、サンディ・ウェブスター、ヘレン・スレイトン＝ヒューズ。巨大な昆虫のような生物が致命的な感染病を広め始めたことで、隔離された病院に閉じ込められた医師たちを中心に物語は進む。本作は1988年3月31日にVHSで発売された。公開当時の評価は否定的なものが大部分を占めていた。このタイトルはテレビ放映時のものであり、ビデオ発売時のタイトルは「インセクト」。

## あらすじ
マーウェラ・ハービソンは温室で多くの草花を育てる風変わりな老婦人である。照明器具の修理のために立ち寄った便利屋のフレッド・アダムスは、彼女の植物のひとつが垂れ下がっていることを指摘する。それは黄色い花を咲かせる奇妙な植物だった。マーウェラによると、この植物はミクロネシアの沖合にあるできたばかりの火山島からやってきたものだという。一夜にしてこのような状態になったのだが、その原因についてマルウェラにも皆目見当がつかないでいた。
フレッドはその植物の上で、まるで棘で指を刺したかのような、不可解な怪我をしてしまう。しかし、マーウェラはこの植物には棘がないと言い、彼女もフレッドも何が彼を刺したのかわからなかった。ただ、フレッド自身は大丈夫そうだったので、マーウェラに別れを告げてトラックに向かった。すると、すぐに意識を失い、倒れてしまう。その後、マーウェラが呼んだ救急隊が、高熱を出すフレッドを救急車でヒルバレー病院に運びこんだ。待機していた医師のレイチェル・カーソンとジュディス・グラスは、フレッドが指を刺した部分がすでに壊疽を起こしているのを見て驚く。そんな彼らをよそに、ジム・ビショップ刑事が銃創のひどい相棒を病院に連れてくる。2人は張り込みをしていたが失敗し、ジムの相棒は至近距離から撃たれてしまっていた。フレッドの手当てをグラスに任せたレイチェルは、手術をすれば大丈夫だと付き添いのビショップ刑事を落ち着かせる。
隣のベッドでは、フレッドが痙攣を起こし、虫のサナギのようなものを口から吐きだしたものの、その後の容態は安定しているようだった。サナギは急いで病院内の実験室で隔離容器に収められる。レイチェルはフレッドの病気が伝染するのではないかと心配し、ジムを含めた全員に検査を受けるように指示する。検査の結果、謎の寄生虫もそのほかの異常もみられなかったジムに、レイチェルは病院内を案内することにする。ハイテク研究施設では、新しい強力な手術用レーザーのテストが行われていた。サナギをX線で撮影しようとしたが無駄だったため、サナギを切り開くことにする。その際、医師たちは特に気性の荒い昆虫のような生物を解き放ってしまうが、ジムの助けによってそれを抑えることができたのだった。一方、フレッドの容態は悪化していた。虫に寄生されていたことに加えて、生き物が持っていた謎の病気にかかってしまっていたのだ。心停止状態に陥り、ジュディス・グラスがショックパドルで蘇生させようとしたところ、彼の胸は激しく爆発してしまう。一方、マーウェラとフレッドを運んできた救急隊員にも同じ症状が現れ始める。
病院長のロジャー・レベリングはパニックとなることを恐れて施設を隔離することに抵抗を示すが、レイチェルはせめて謎の昆虫の正体を突き止めようと昆虫学者のエリオット・ジェイコブスを呼ぶように説得する。エリオットが到着する前、病院の小児科病棟の子供たちが病院内を探検して歩き回っていた。昆虫の標本を監視する役を任された検査技師アリス・ブラッドリーは、恋人のレーザー検査技師テッド・アンドリュースに誘われてセックスをしてしまい、昆虫のそばには誰も見張りがいない状態になってしまう。気づかれないように研究室に忍び込んだ子供たちは、棚の上の瓶に入っていた青い粉のようなものを昆虫に食べさせることにした。虫の入った容器に誰がそれを入れるかで口論となり、結果的に過剰な量の粉を入れてしまう。アリスたちが戻ってくるのを聞いて、子供たちはすぐにその場から逃げ出す。二人が知らないうちに、虫は巨大化し、ガラス容器から抜け出していた。そして、虫はすぐに2人を殺してしまう。
そこへエリオット・ジェイコブスがやってきて、レイチェルとジムと一緒にその惨状を調べることにする。エリオットは、子供たちが昆虫に与えた青い粉が成長ホルモンであることを知り、愕然とする。今や昆虫は巨大化し、どこにでも行けるようになってしまった。昆虫様クリーチャーは病院の地下にある管理作業用トンネルにいることが判明した。このクリーチャーは不運な清掃員を襲い、子孫を残すために巣を作り始めるのであった。レイチェル、ジム、エリオットはクリーチャーの活動を阻止する方法を考え、ジュディスはクリーチャーが建物中に撒き散らした伝染病の影響に対処していたが、ニューヨークのリンカーン研究所（疾病予防のための機関）が招集した軍が抜本的な対策を講じ、施設を破壊してしまう。

## キャスト
※括弧内は日本語吹替（ソフト未収録）
- ジム・ビショップ刑事 - スティーヴ・レイルズバック（原康義）

　：銃で撃たれた相棒を病院に運んできた警官だが、すぐにカーソン医師のクリーチャー狩りに協力することになる。
- レイチェル・カーソン医師 - グウィニス・ウォルシュ（弥永和子）

　：ビショップ刑事と一緒に昆虫様クリーチャーを追うことになる救急医。
- エリオット・ジェイコブス博士 - ドン・レイク（富山敬）

　：成長前の昆虫のような生物を分析するために、病院に呼び出された昆虫学者。レイチェルの友人でもある。
- ジュディス・グラス医師 - スーザン・アンスパッチ（勝生真沙子）

　：クリーチャーが引き起こした伝染病の拡大を食い止めようと奮闘する、もう一人の医師。レイチェルと一緒に救急外来の担当であった。
- ロジャー・リヴァリング - ジョン・ヴァーノン（小林清志）

　：貪欲な性格で、経営者的な思考で行動する病院長。
- マーウェラ・ハービソン - ヘレン・ヒューズ（藤波京子）

　：温室用に新種の植物を注文したことで、知らず知らずのうちに伝染病を引き起こしてしまう老婦人。
- ディディ・ウィルケンス - ジョイ・コグヒル（瀬能礼子）
- アンソニー・リヴァース - フィリップ・エイキン（福田信昭）
- ジョージ・ベイカー - ジョー・フラハティ（千田光男）
- サンドラ・ベイカー - ロビン・デューク（安達忍）
- アリス・ブラッドリー - シンシア・ベリヴォー（井上喜久子）
- テッド・アンドリュース - ダン・レット（島田敏）
- フレッド・アダムス - サンディ・ウェブスター（上田敏也）

　：老齢の便利屋で、本作の伝染病と昆虫様クリーチャーの両方において「患者第1号」となる。
- ジョーイ - スチュアート・ストーン

　：小児科病棟の子どもたちのリーダー的存在。
- エレン - サラ・ポーリー
- その他の声の出演：嶋俊介／金尾哲夫／糸博／檀臣幸／坂本朋子／川尻幹子／広田雅宣／津田英三／さとうあい／種田文子／金野恵子／朝倉佐知／浦野裕介